# Spielplan (Spiel)

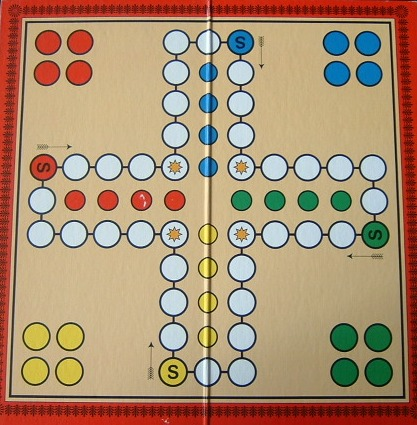
Spielplan des Mensch ärgere Dich nicht

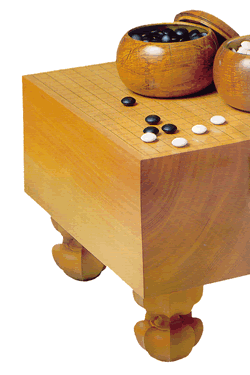
Ein japanischer Go-Tisch,
Goban (jap. 碁盤, ごばん) genannt

Der Spielplan, auch Spielbrett genannt, ist ein Medium, das in verschiedenen Formen von Spielen genutzt wird.
In Brettspielen ist er der zentrale Ort bzw. die Plattform, auf dem sich das Spielgeschehen abspielt. Spielfiguren oder Spielsteine werden auf dem Spielplan entsprechend den jeweiligen Regeln gesetzt, gezogen oder heruntergenommen. Beispiele für Brettspiele mit Spielplänen im klassischen Sinn sind: Mensch ärgere Dich nicht, Malefiz, Dame, Schach, Go oder Backgammon. Ein Spielplan kann auch variabel sein; Beispiele hierfür sind die Spiele Die Siedler von Catan oder Carcassonne. Hier wird der Spielplan bei jedem Spiel neu aus Einzelteilen zusammengefügt. Häufig ist ein Spielplan mit einer Kramerleiste versehen, auf der die Punkte der Spieler festgehalten werden.
Ein Spielplan findet auch in Rollenspielen Verwendung. Hier wird er eingesetzt, um das Geschehen in speziellen Situationen, z. B. einer taktischen Kampfsituation, visuell zu verdeutlichen. Der Spielleiter zeichnet einen Plan, auf den die Figuren der Mitspieler sowie die Nichtspielerfiguren gesetzt werden. Die Handlungen, die auf dem Spielplan visualisiert werden, laufen dann rundenweise ab.
Tabletop-Spiele nutzen in Ausnahmen ebenfalls einen Spielplan um die Umgebung des Konflikts zu simulieren. Dadurch, dass sich die Miniaturen bei Tabletop-Spielen frei bewegen können, ist der Spielplan häufig recht einfach gestaltet. Er dient dazu Entfernungen zu ermitteln und Position einer Miniatur möglichst genau festzulegen. Dazu wird die komplette Spielfläche von einem quadratischen oder hexagonalen Muster bedeckt und die einzelnen Felder sind so groß, dass höchstens eine Miniatur gleichzeitig auf einem Feld stehen kann. Es gibt in der Tabletop-Gemeinschaft aber auch die Meinung, dass sich ein Tabletop-Spiel darüber definiert, dass es keinen Spielplan nutzt.

## Spezielle Spielpläne und -bretter
- Schachbrett